# Děkovka
Děkovka je malá vesnice, část obce Podsedice v okrese Litoměřice. Nachází se asi 3,5 km na severozápad od Podsedic. V roce 2009 zde bylo evidováno 16 adres. V roce 2011 zde trvale žilo 20 obyvatel. Děkovka je také název katastrálního území o rozloze 2,13 km².

## Historie
První písemná zmínka o vesnici pochází z roku 1450, kdy ji spolu s Oltáříkem a Chrášťany zastavil husitský hejtman Jakoubek z Vřesovic se svým synem Janem za 300 kop grošů Janovi z Polenska. Svým půdorysem patrným z mapy stabilního katastru z roku 1843 vesnice patřila mezi lánové vsi a spadá do poslední vlny kolonizace Českého středohoří na konci čtrnáctého století.

## Obyvatelstvo
|           | 1869 | 1880 | 1890 | 1900 | 1910 | 1921 | 1930 | 1950 | 1961 | 1970 | 1980 | 1991 | 2001 | 2011 |
| --------- | ---- | ---- | ---- | ---- | ---- | ---- | ---- | ---- | ---- | ---- | ---- | ---- | ---- | ---- |
| Obyvatelé | 61   | 57   | 55   | 58   | 57   | 63   | 59   | 47   | 44   | 39   | 20   | 18   | 15   | 20   |
| Domy      | 15   | 17   | 14   | 14   | 15   | 15   | 17   | 16   | 12   | 10   | 9    | 11   | 10   | 11   |

## Pamětihodnosti
- Na vrchu Hrádek nad vesnicí se nachází zřícenina hradu Oltářík z patnáctého století.
- Na návsi stojí klasicistní kaple svatého Jana Nepomuckého z poloviny devatenáctého století.
- Křížek u rozcestí na dolním (jihovýchodním) okraji vesnice

## Galerie

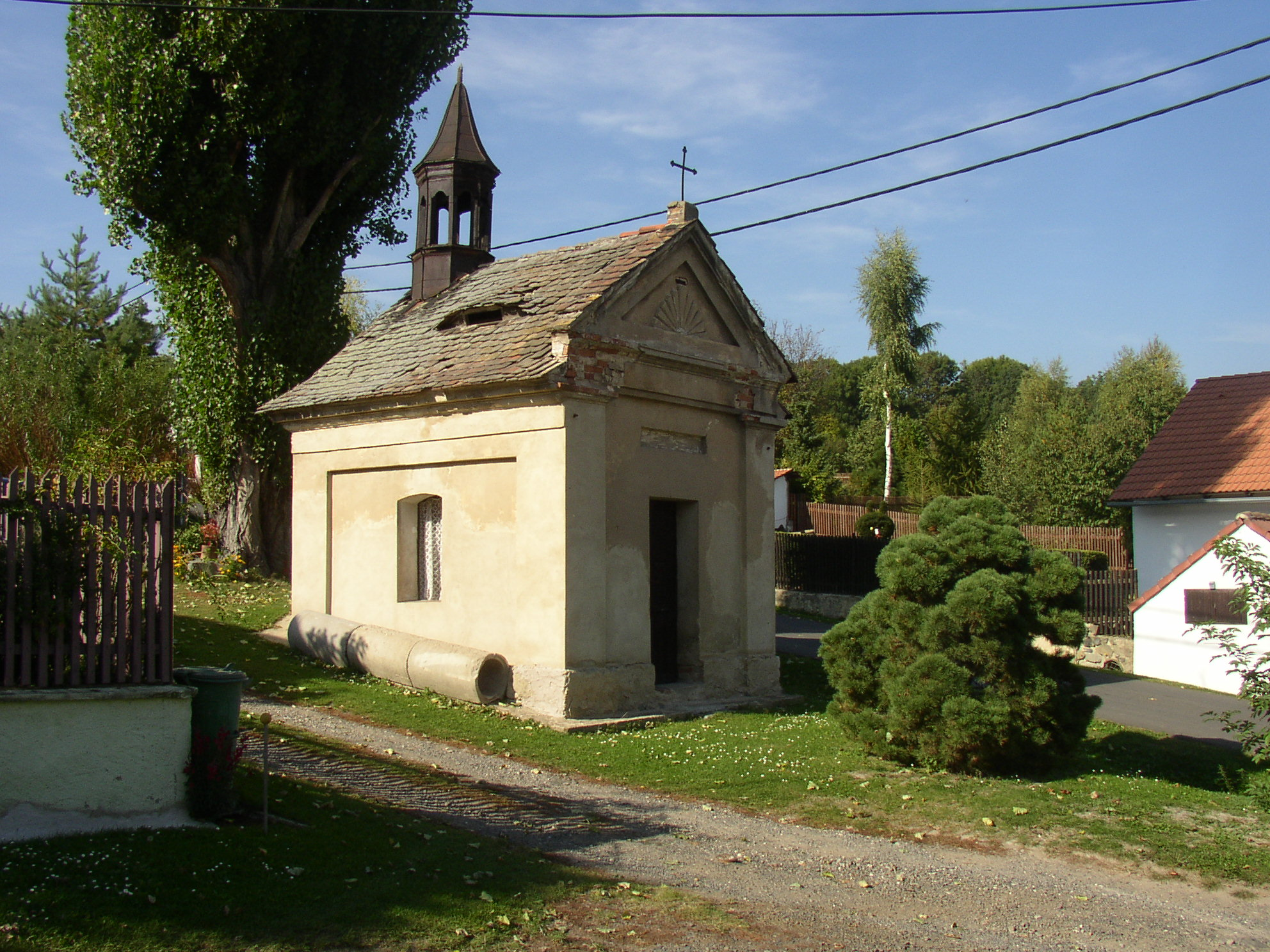
Kaple
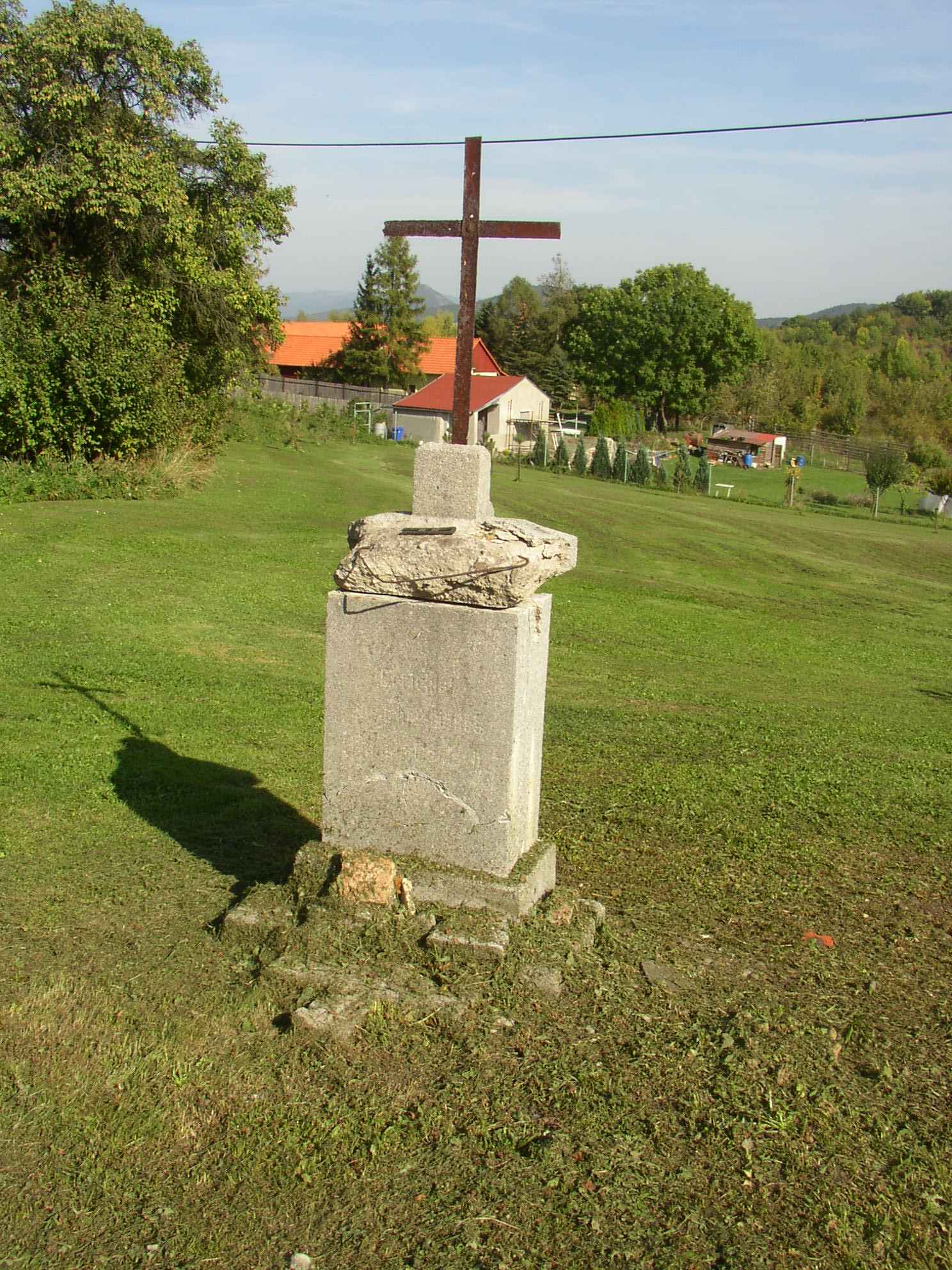
Křížek
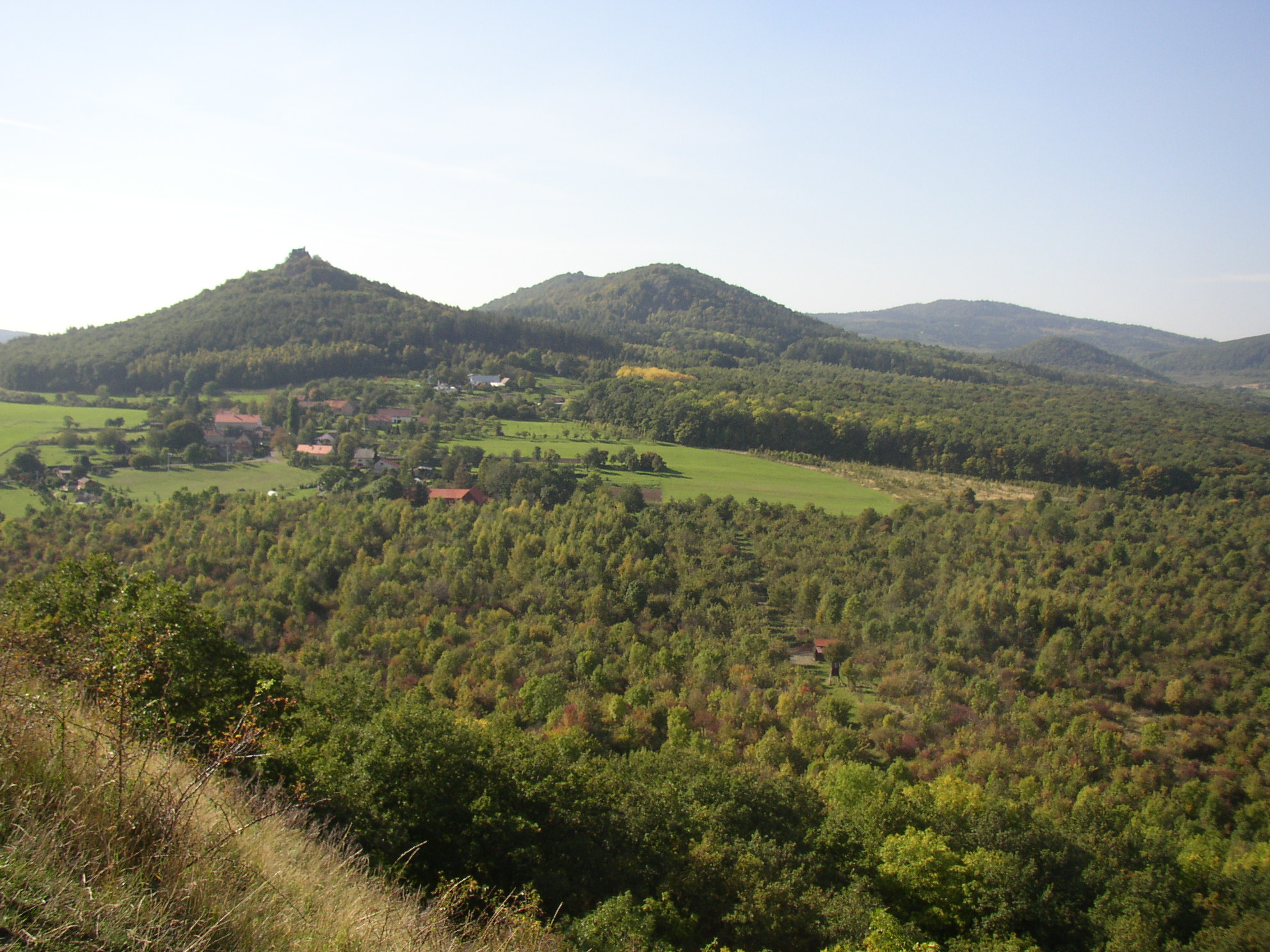
Pohled na Děkovku z vrcholu Plešivce; na obzoru zleva Hrádek, Solanská hora a Hradišťany